# برج بيليم
برج بيليم (بالبرتغالية: Torre de Belém‏) ويسمى أيضاً برج سانت فنسنت (بالبرتغالية: Torre de St Vincent‏) وهو برج يقع في أبرشية حضرية في مدينة لشبونة عاصمة البرتغال وهو موجود في لائحة التراث العالمي في اليونسكو تقع بالقرب من دير جيرونيموس، بني هذا البرج في القرن 15 من قبل الملك جواو الثاني كموقع دفاعي في حوض نهر تاجة، وقد دُمر هذا البُرج في زلزال لشبونة 1755 وثم أُعيد بنائه لكن على شكل أصغر من السابق.